# シンス・アイ・ドント・ハヴ・ユー
「シンス・アイ・ドント・ハヴ・ユー」（Since I Don't Have You）は、アメリカ合衆国のドゥーワップグループ、ザ・スカイライナーズが1958年に発表した楽曲。今日まで多くのアーティストにカバーされている。

## 概要
グループのデビュー・シングルとして発表された。レニー・マーティン・アンド・ザ・オーケストラが演奏を行っている。B面は「One Night, One Night」。
1959年4月18日付のビルボード・Hot 100で12位を記録した。ビルボードのR&Bチャートでは上位5位内に入り、キャッシュボックスでは7位を記録した。1959年のビルボード年間チャートの65位を記録した。
映画『アメリカン・グラフィティ』の挿入歌としても知られる。

## カバー・バージョン
- トリニ・ロペス - 1959年のシングル「Rock On」のB面[4]。
- チャック・ジャクソン - 1964年のアルバム『Mr. Everything』に収録[5]。
- リッキー・ネルソン -1965年のアルバム『Best Always』に収録[6]。
- フォー・シーズンズ - 1965年のシングル。
- マンフレッド・マン - 1965年のアルバム『Mann Made』に収録。
- ジェイとアメリカンズ - 1969年のアルバム『Sands of Time』に収録。
- エディ・ホールマン - 1969年のアルバム『I Love You』に収録[7]。
- スパイラル・ステアケース - 1969年のアルバム『More Today Than Yesterday』に収録。
- ザ・ヴォーグス - 1970年のシングル。
- レニー・ウェルチ - 1973年のシングル。
- バーブラ・ストライサンド - 1974年のアルバム『ButterFly』に収録。
- ドン・マクリーン - 1978年のアルバム『Chain Lightning』に収録。1981年にシングルカット。ビルボード Hot 100で23位、ビルボード・アダルト・コンテンポラリー・チャートで6位を記録した。
- アート・ガーファンクル - 1979年のアルバム『Fate for Breakfast』に収録。
- ジョニー・マティス - 1989年のアルバム『In the Still of the Night』に収録。
- ロニー・ミルサップ - 1991年のシングル。ビルボードのカントリー・チャートで6位、アダルト・コンテンポラリー・チャートで25位を記録した。
- ガンズ・アンド・ローゼズ - 1993年のアルバム『ザ・スパゲッティ・インシデント?』に収録。翌1994年にシングルカットされ、ビルボード Hot 100で69位、全英シングルチャートで10位を記録した。
- ブライアン・セッツァー・オーケストラ - 1998年のアルバム『ダーティー・ブギ』に収録。
- ロン・セクスミス - 2012年、映画『Textuality』のサウンド・トラック・アルバムでカバー。